# Горная веерохвостка
Горная веерохвостка (лат. Rhipidura drownei) — вид воробьиных птиц из семейства веерохвостковых. Обитает на архипелаге Соломоновых островов — острова Бугенвиль. Обитающие на острове Гуадалканал птицы ранее считались подвидом горной веерохвости, но потом были вынесены в отдельный вид.
Международный союз охраны природы (IUCN) присвоил виду охранный статус LC — «виды, вызывающие наименьшие опасения».

## Описание
Небольшая (от 9-10 до 14 см длиной) тёмная птица с длинным хвостом, который она часто распускает веером.
Основной цвет оперения — коричневый, что отражено в английском названии этого вида: англ. «Brown fantail». Верх — серовато-коричневый, низ несколько светлее, серый с охристым оттенком и слабой белой полосой. Крылья сверху — коричневые, хвост — светло-коричневый. Грудь и голова сероватые. На голове над глазом — белая полоса-«бровь». Иногда встречается светлая полоса и под глазом. Радужная оболочка — тёмно-коричневая. Клюв черный или серовато-коричневый, с более бледным основанием снизу. Горлышко — беловато-серое. Ноги — коричневато-серые.
Самцы и самки схожи, но самки несколько мельче самцов. Молодые особи также схожи со взрослыми, их оперение более тусклое и без белых отметин на голове и у горла, а рыжий цвет на крыльях и хвосте — бледнее.
Похожа на веерохвостку Кокерелла (лат. R. cockerelli), но грудь у горной веерохвости более однотонная, сероватая. От краснолобой веерохвостки (лат. R. rufifrons) отличается более тусклым оперением и отсутствием белого цвета на кончике хвоста.
Гнездо небольшое чашеобразное с очень маленьким отвисшим хвостиком, обвитое паутиной. Строится на высоте 2 м над землей в развилке горизонтальной ветви.
Голос похож на слабый, но пронзительный звенящий свист.

## Места обитания и поведение
Населяет горные леса на высоте более 700 метров над уровнем моря (взрослые особи обычно выше 900 м.) и, по крайней мере, до 1600 м. Ниже 700 м горную веерохвостку сменяет краснолобая веерохвостка (R. rufifrons).
Кормятся на всех ярусах леса, ловя насекомых на лету и выбирая из листвы. Могут присоединяться к смешанным стаям

## Родственные виды
Вместе с близкородственными тёмной веерохвосткой (лат. R. tenebrosa), веерохвосткой Реннелла (R. rennelliana), кандавуской веерохвосткой (лат. R. personata), R. verreauxi и самоанской веерохвосткой (лат. R. nebulosa) образует комплекс видов.